# Kurt Carendi
Kurt Joel Bertil Carendi, född 12 april 1905 i Vara, död 27 maj 1971 i Sundbybergs församling  var en svensk konstnär.
Han var son till köpmannen Joel Carendi och Berta Sahlström samt från 1940 gift med Dorrith Margareta Westerlund.
Carendi arbetade först som skrivbiträde i Stockholm. Han började måla 1934 och var som konstnär autodidakt. Han deltog i en del krokikurser vid Otte Skölds målarskola. Han ställde ut separat på Holmquists konstsalong i Stockholm 1942 och på Modern konst i hemmiljö 1943. Han medverkade i samlingsutställningar på bland annat Svensk-franska konstgalleriet och Liljevalchs konsthall. Tillsammans med Lennart Gram, Tage Hedqvist, Curt Clemens och Alf Lindberg ställde han ut på Svensk-franska konstgalleriet 1938. 
Hans konst består av porträtt, landskap och barnbilder i olja.
Carendi är representerad vid Moderna museet, Malmö museum, Norrköpings konstmuseum, Kalmar läns museum, Östersunds museum och Gävle museum.